# Guilly (Loiret)
Pour les articles homonymes, voir Guilly.
Ne doit pas être confondu avec Guilly (Indre).
Guilly est une commune du département du Loiret, dans la région Centre-Val de Loire, en France. La commune est située dans le périmètre de la région naturelle du Val de Loire inscrit au patrimoine mondial de l'UNESCO.

## Géographie

### Localisation

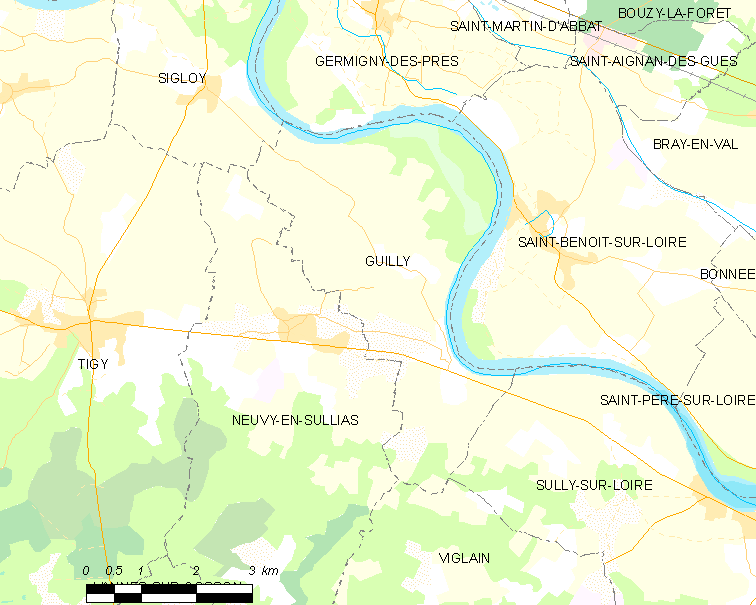
Carte de la commune de Guilly (Loiret) et des communes limitrophes

La commune de Guilly se trouve dans le quadrant sud-est du département du Loiret, dans la région agricole du Val de Loire et l'aire urbaine d'Orléans. À vol d'oiseau, elle se situe à 29,7 km  d'Orléans, préfecture du département, et à 8,4 km de Sully-sur-Loire, ancien chef-lieu du canton dont dépendait la commune avant mars 2015. La commune fait partie du bassin de vie de Châteauneuf-sur-Loire dont elle est éloignée de 8,0 km.
Les communes les plus proches sont : Saint-Benoît-sur-Loire (2,4 km), Neuvy-en-Sullias (2,6 km), Germigny-des-Prés (4,7 km), Sigloy (5,1 km), Saint-Aignan-des-Gués (5,1 km), Tigy (5,9 km), Saint-Martin-d'Abbat (6 km), Bray-en-Val (7,1 km), Saint-Père-sur-Loire (7,9 km) et Ouvrouer-les-Champs (7,9 km).

### Lieux-dits et écarts
Le Ponteau, le Petit-Massy, Bouteille, le Grand-Hôtel, le Gué des Rivières.

### Géologie et relief

#### Géologie
La commune se situe dans le sud du Bassin parisien, le plus grand des trois bassins sédimentaires français. Cette vaste dépression, occupée dans le passé par des mers peu profondes et des lacs, a été comblée, au fur et à mesure que son socle s’affaissait, par des sables et des argiles, issus de l’érosion des reliefs alentours, ainsi que des calcaires d’origine biologique, formant ainsi une succession de couches géologiques.
Les couches affleurantes sur le territoire communal sont constituées de formations superficielles du Quaternaire. La formation la plus ancienne est des alluvions de basse terrasse de la Loire remontant à l’époque Holocène de la période Quaternaire. La formation la plus récente est des alluvions récentes des lits mineurs remontant à l’époque Holocène de la période Quaternaire. Le descriptif de ces couches est détaillé dans  la feuille « n°399 - Châteauneuf-sur-Loire » de la carte géologique au 1/50 000ème du département du Loiret, et sa notice associée.

Carte géologique de la commune.

| Ère                   | Période                  | Époque                                                                                            | Formations géologiques |
| --------------------- | ------------------------ | ------------------------------------------------------------------------------------------------- | --- |
| Cénozoïque (0 - 66.0) | Quaternaire (0 - 2.58)   | Holocène                                                                                          | \| \| Fz : \| alluvions récentes des lits mineurs, Holocène \| \| \| FC : \| alluvions et colluvions du fond des vallées secondaires, Holocène \| \| \| Fy : \| alluvions récentes des levées et montilles de la Loire et des basses terrasses du Loing, Holocène \| \| \| Fx : \| alluvions de basse terrasse de la Loire, Pléistocène (Wurm), terrasse +5 m \| |
| Cénozoïque (0 - 66.0) | Quaternaire (0 - 2.58)   | Pléistocène                                                                                       | non présent |
| Cénozoïque (0 - 66.0) | Néogène (2.58 - 23.03)   | Pliocène                                                                                          | non présent |
| Cénozoïque (0 - 66.0) | Néogène (2.58 - 23.03)   | Miocène                                                                                           | non présent |
| Cénozoïque (0 - 66.0) | Paléogène (23.03 - 66.0) | Oligocène                                                                                         | non présent |
| Cénozoïque (0 - 66.0) | Paléogène (23.03 - 66.0) | Éocène                                                                                            | non présent |
| Cénozoïque (0 - 66.0) | Paléogène (23.03 - 66.0) | Paléocène                                                                                         | non présent |
|                       | Fz :                     | alluvions récentes des lits mineurs, Holocène                                                     | |
|                       | FC :                     | alluvions et colluvions du fond des vallées secondaires, Holocène                                 | |
|                       | Fy :                     | alluvions récentes des levées et montilles de la Loire et des basses terrasses du Loing, Holocène | |
|                       | Fx :                     | alluvions de basse terrasse de la Loire, Pléistocène (Wurm), terrasse +5 m                        | |

#### Relief
La superficie cadastrale de la commune publiée par l’Insee, qui sert de références dans toutes les statistiques, est de 17,03 km2,. La superficie géographique, issue de la BD Topo, composante du Référentiel à grande échelle produit par l'IGN, est quant à elle de 16,94 km2. Son relief est relativement plat puisque la dénivelée maximale atteint 17 mètres. L'altitude du territoire varie entre 102 m et 119 m.

### Climat
Pour des articles plus généraux, voir Climat du Centre-Val de Loire et Climat du Loiret.
En 2010, le climat de la commune est de type climat océanique dégradé des plaines du Centre et du Nord, selon une étude du CNRS s'appuyant sur une série de données couvrant la période 1971-2000. En 2020, Météo-France publie une typologie des climats de la France métropolitaine dans laquelle la commune est exposée à un climat océanique altéré et est dans une zone de transition entre les régions climatiques « Moyenne vallée de la Loire » et « Centre et contreforts nord du Massif Central ».
Pour la période 1971-2000, la température annuelle moyenne est de 11 °C, avec une amplitude thermique annuelle de 15,5 °C. Le cumul annuel moyen de précipitations est de 699 mm, avec 11 jours de précipitations en janvier et 7,4 jours en juillet. Pour la période 1991-2020, la température moyenne annuelle observée sur la station météorologique de Météo-France la plus proche, sur la commune de Saint-Benoît-sur-Loire à 2 km à vol d'oiseau, est de 12,0 °C et le cumul annuel moyen de précipitations est de 687,0 mm,. Pour l'avenir, les paramètres climatiques de la commune estimés pour 2050 selon différents scénarios d'émission de gaz à effet de serre sont consultables sur un site dédié publié par Météo-France en novembre 2022.

### Milieux naturels et biodiversité

#### Sites Natura 2000
Le réseau Natura 2000 est un réseau écologique européen de sites naturels d’intérêt écologique élaboré à partir des Directives «Habitats » et «Oiseaux ». Ce réseau est constitué de Zones Spéciales de Conservation (ZSC) et de Zones de Protection Spéciale (ZPS). Dans les zones de ce réseau, les États Membres s'engagent à maintenir dans un état de conservation favorable les types d'habitats et d'espèces concernés, par le biais de mesures réglementaires, administratives ou contractuelles. L'objectif est de promouvoir une gestion adaptée des habitats tout en tenant compte des exigences économiques, sociales et culturelles, ainsi que des particularités régionales et locales de chaque État Membre. les activités humaines ne sont pas interdites, dès lors que celles-ci ne remettent pas en cause significativement l’état de conservation favorable des habitats et des espèces concernés,. Les sites Natura 2000 présents sur le territoire communal de Guilly sont au nombre de deux.
| Nom                                                 | Numéro    | Type                       | Arrêté        | Superficie | Description |
| --------------------------------------------------- | --------- | -------------------------- | ------------- | ---------- | --- |
| Vallée de la Loire de Tavers à Belleville-sur-Loire | FR2400528 | SIC (Directive "Habitats") | 13 avril 2007 | 7 120 ha   | Le site concerne 51 communes. La délimitation de ce site Natura 2000 est très proche de celle correspondant à la Directive Oiseaux. L'intérêt majeur du site repose sur les milieux ligériens liés à la dynamique du fleuve, qui hébergent de nombreuses espèces citées en annexe II de la directive Habitats. Il est situé dans la frange sud de la commune. |
| Vallée de la Loire du Loiret                        | FR2410017 | ZPS (Directive "Oiseaux")  | 4 mai 2007    | 7 684 ha   | Le site concerne la vallée de la Loire dans le Loiret. Cette ZPS se poursuit en amont et en aval sur les départements voisins. L'intérêt majeur du site repose sur les milieux et les espèces ligériens liés à la dynamique du fleuve. Ces milieux hébergent de nombreuses espèces citées en annexe I de la directive Oiseaux. Le site est caractérisé par la présence de colonies nicheuses de sternes naine et pierregarin et de mouette mélanocéphale. Des sites de pêche du Balbuzard pêcheur sont également présents. Le site est également lieu de reproduction du bihoreau gris, de l'aigrette garzette, de la bondrée apivore, du milan noir, de l'œdicnème criard, du martin-pêcheur, du pic noir, de la pie-grièche écorcheur. Il est situé dans la frange sud de la commune. |

Sélection de représentants de l'avifaune de la zone Natura 2000 « Vallée de la Loire du Loiret ».
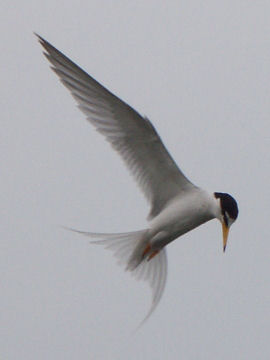
Sterne naine
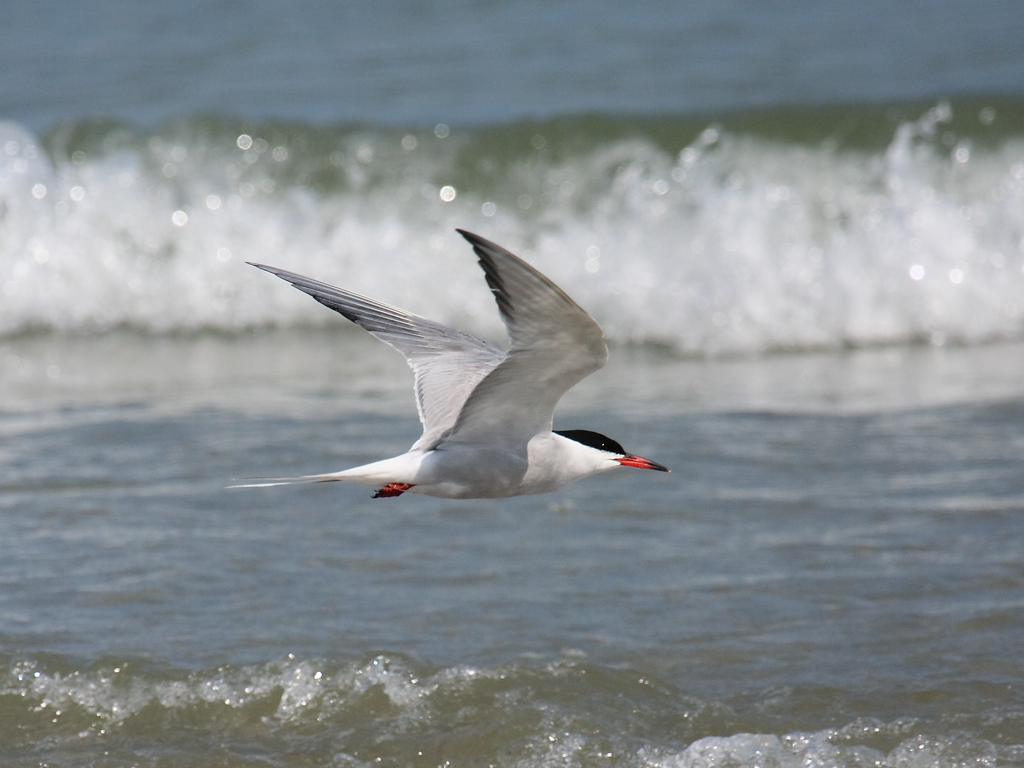
Sterne pierregarin
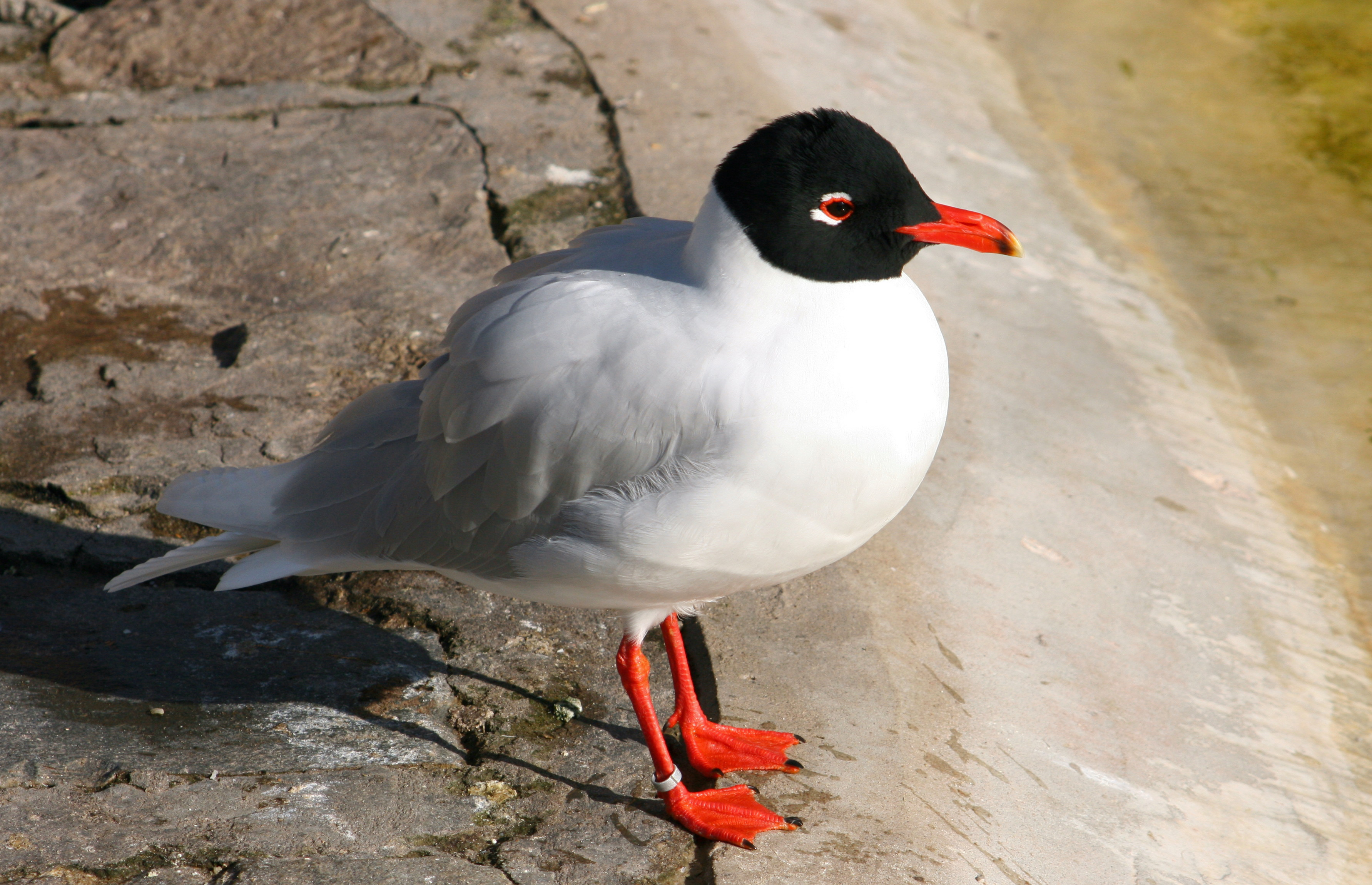
Mouette mélanocéphale
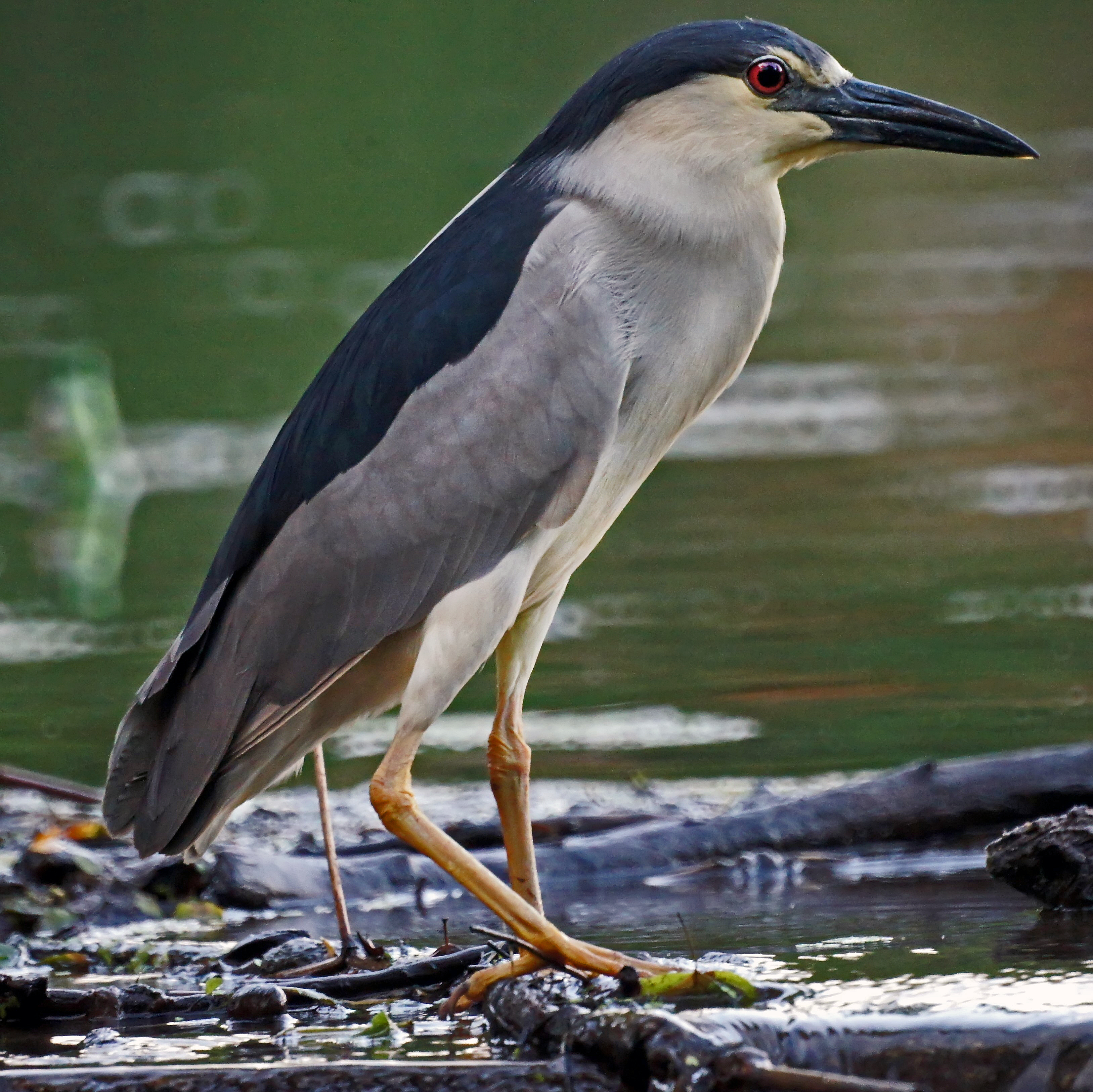
Bihoreau gris
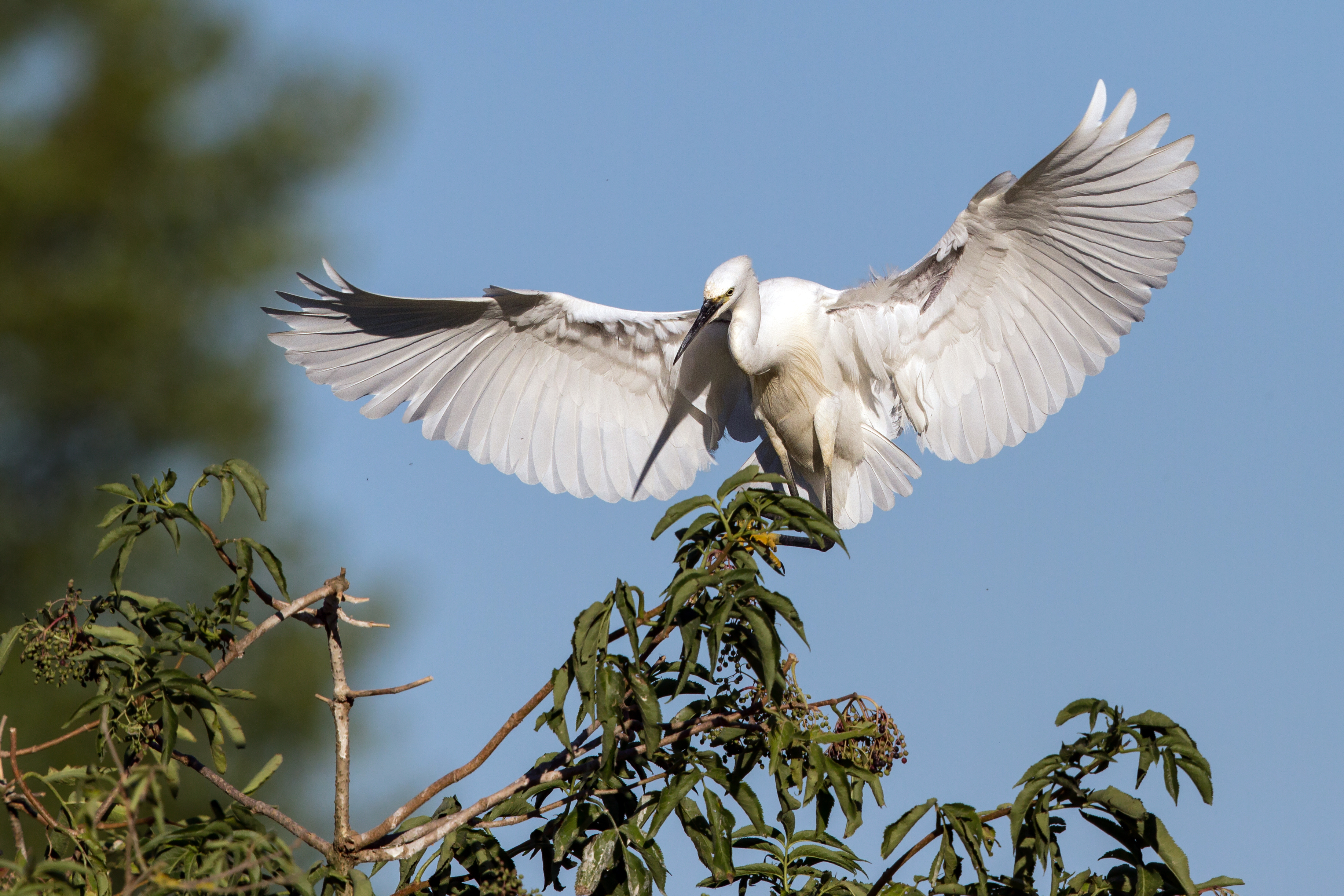
Aigrette garzette
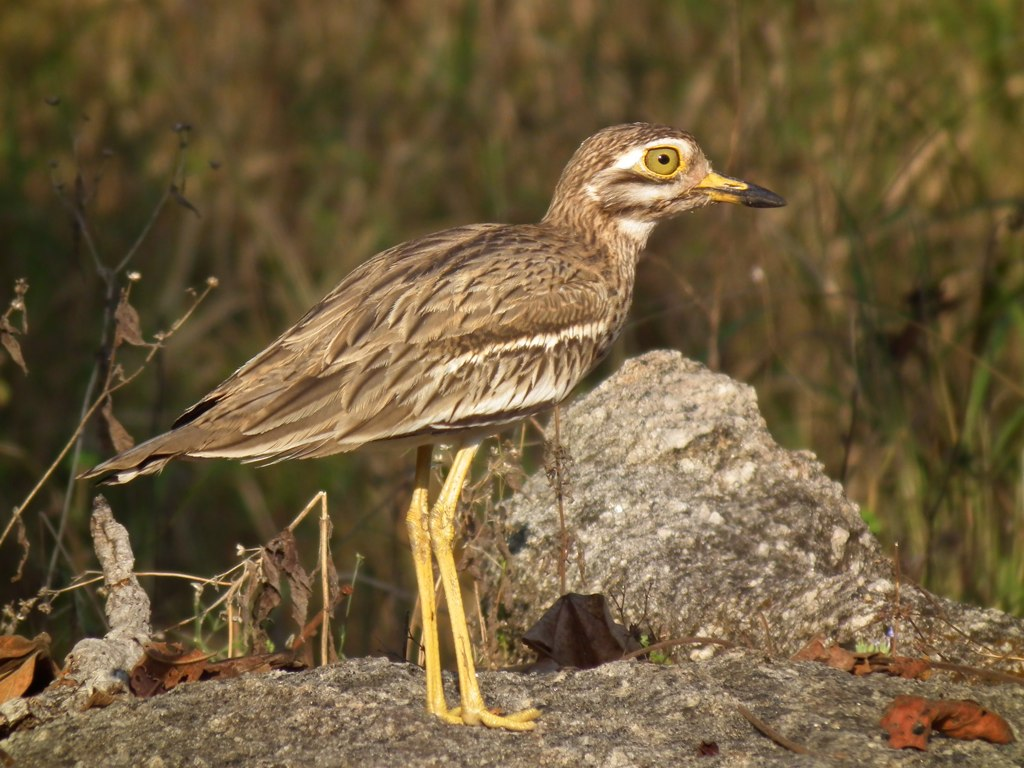
Œdicnème criard
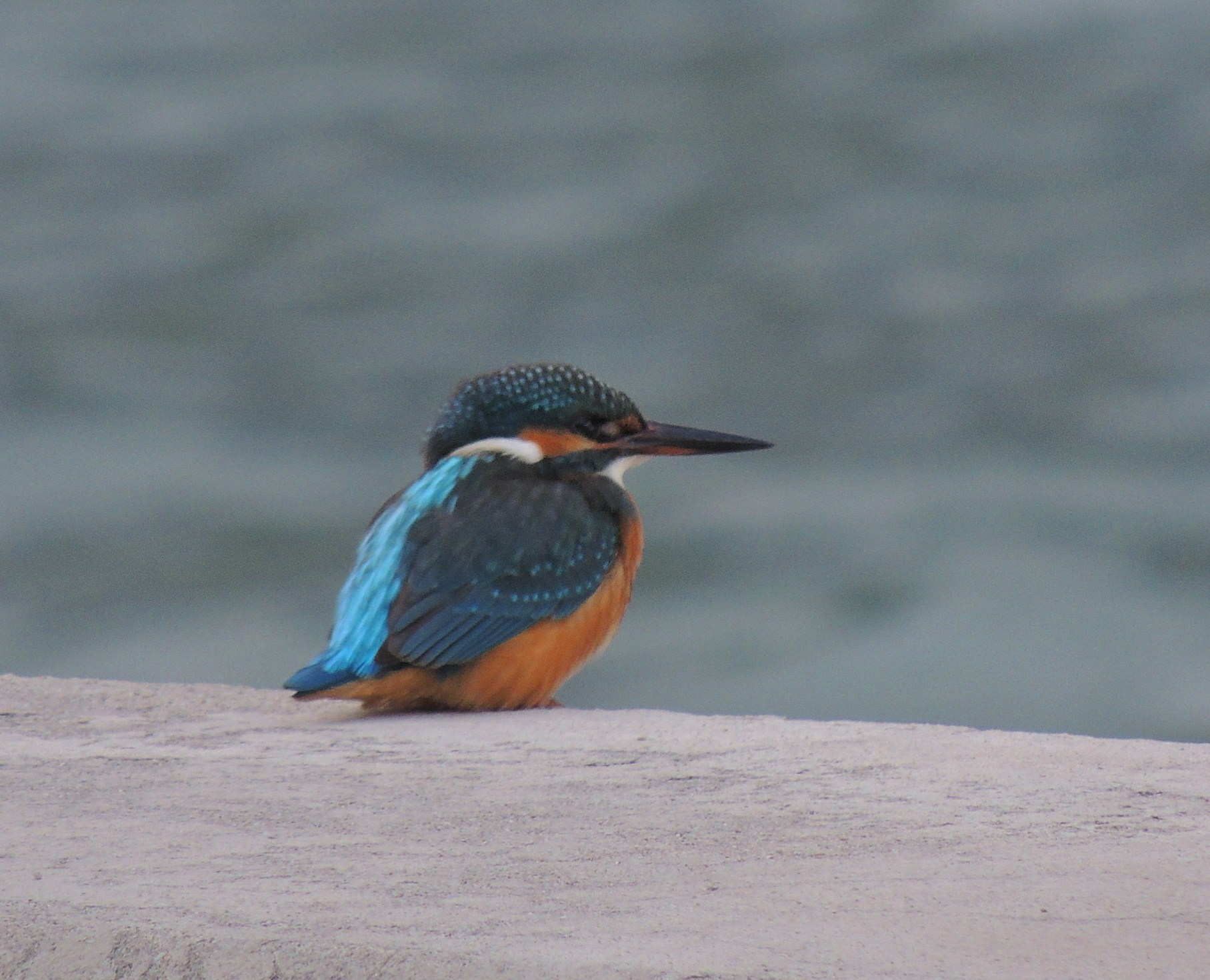
Martin-pêcheur d'Europe

#### Zones nationales d'intérêt écologique, faunistique et floristique

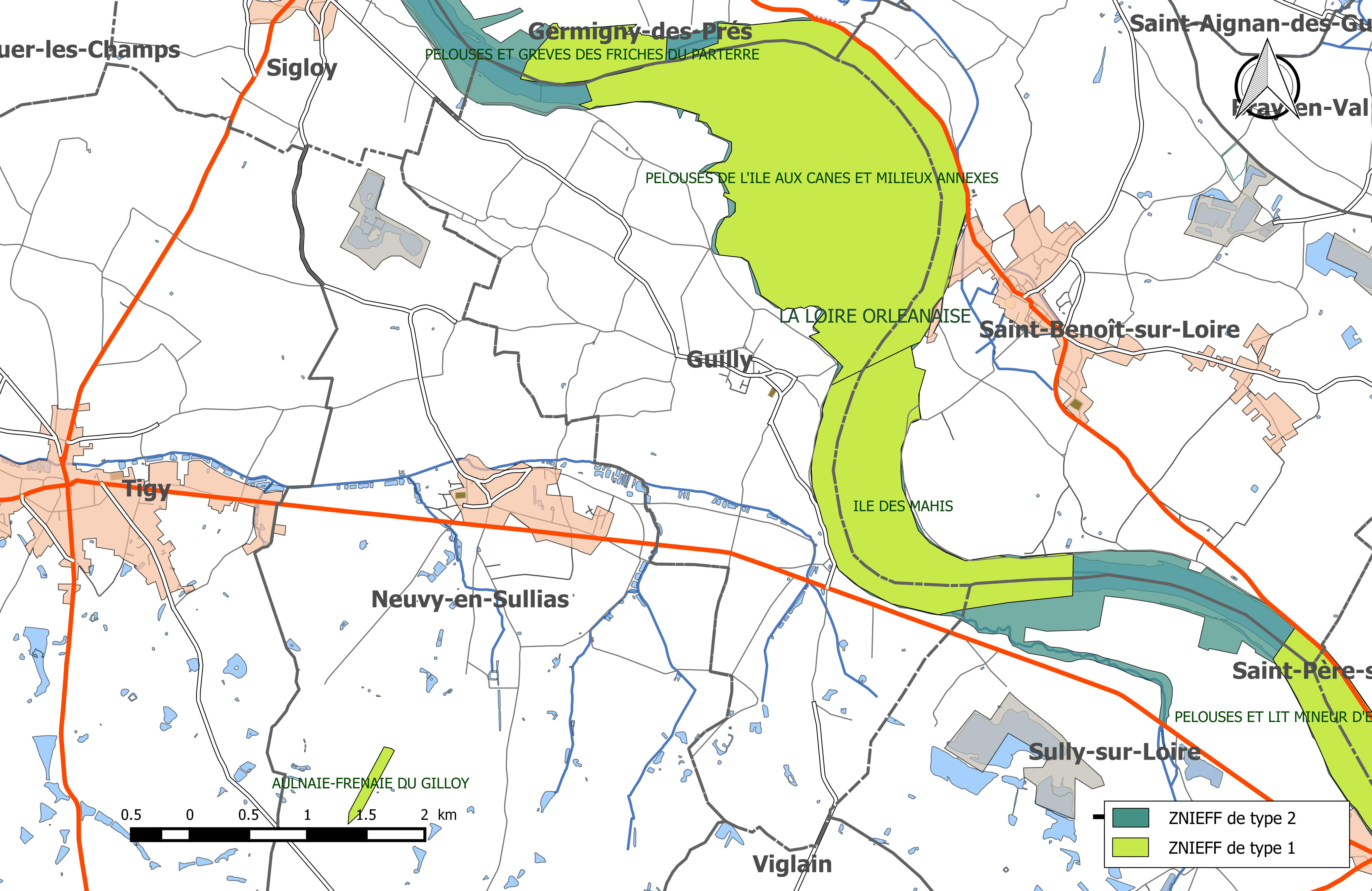
Carte des ZNIEFF de la commune et de ses abords.

L’inventaire des zones naturelles d'intérêt écologique, faunistique et floristique (ZNIEFF) a pour objectif de réaliser une couverture des zones les plus intéressantes sur le plan écologique, essentiellement dans la perspective d’améliorer la connaissance du patrimoine naturel national et de fournir aux différents décideurs un outil d’aide à la prise en compte de l’environnement dans l’aménagement du territoire. Le territoire communal de Guilly comprend trois ZNIEFF.
- l'« Ile des Mahis », type 1[Note 2] et d'une superficie de 205,57 hectares. L'île des Mahis est une grande île stable du cours orléanais de la Loire. Elle est cartographiée depuis le XVe siècle. Elle se localise dans la courbe intérieure du méandre de Saint-Benoît-sur-Loire, lequel précède celui de Guilly. Elle se situe à environ un kilomètre du bourg de Saint-Benoît-sur-Loire et s'étend sur trois communes : Saint-Benoît-sur-Loire, Sully-sur-Loire et Guilly[DREAL 1]. Son altitude varie entre 107 et 115 m[INPN 5]. Sur le plan floristique, l'intérêt de la zone est lié à la présence de plus de vingt espèces déterminantes, dont quatre protégées. Il s'agit de plantes caractéristiques des milieux ligériens et notamment des pelouses sableuses submersibles, qui constituent des habitats rares et localisés dans la région. Une famille de castor d'Europe est présente. Les vastes bancs de sable qui la longent côté grande Loire (Ouest) servent de reposoirs aux oiseaux migrateurs (anatidés, limicoles, laridés). Elle comporte également une petite héronnière et un petit dortoir de cormorans[INPN 6].

- « La loire orléanaise », de type 2[Note 3] et d'une superficie de 5 458 hectares. La zone s'étend sur 37 communes, dont Guilly, et se superpose pour la commune à la zone Natura 2000 de nom similaire. Elle correspond à la boucle septentrionale du fleuve[DREAL 2]. Son altitude varie entre 80 et 135 m[INPN 7]. Elle se caractérise par un lit mineur largement occupé par des îles et grèves sableuses. Ces milieux soumis au marnage annuel recèlent de multiples habitats plus ou moins temporaires. C'est  pratiquement  la  seule  section  qui  présente  des  méandres. On  observe, sur  les  basses  terrasses, quelques  formations sablo-calcaires[INPN 8].

- les « Pelouses de l'île aux canes et milieux annexes », de type 1[Note 2] et d'une superficie de 507,89 hectares. La zone s'étend sur trois communes : Germigny-des-Prés, Guilly et Saint-Benoît-sur-Loire. Localisée au nord-ouest du bourg de Guilly, elle est constituée de dépôts alluviaux traversés par trois anciens bras temporaires orientés est/ouest. Ces "rios" sont susceptibles d'être mis en eau lors de crues importantes[DREAL 3]. Son altitude varie entre 108 et 111 m[INPN 9]. Il s'agit d'un des hauts lieux de la vallée de la Loire, tant au niveau des espèces que de la morphodynamique du fleuve. C'est également l'un des sites naturels majeurs du département du Loiret et plus largement de la région Centre-Val de Loire. Onze espèces animales inscrites à l'annexe II de la Directive Habitats et cinq espèces d'oiseaux inscrites à l'annexe I de la Directive Oiseaux sont présentes. Le Castor d'Europe trouve ici un ensemble d'îles et îlots particulièrement propices, expliquant la présence de plusieurs familles très proches les unes des autres, formant la plus forte densité connue de cette espèce en région Centre-Val de Loire. Bien étudié depuis 1981, ce site est actuellement géré en partie par le Conservatoire du Patrimoine Naturel de la Région Centre[INPN 10].

## Histoire
L'histoire de Guilly et son peuplement commence dès la préhistoire et surtout à la protohistoire, sa relation avec la Loire étant privilégiée puisqu'en période de basses eaux, il est aisé de traverser le fleuve comme un  gué.
À la suite du sous-solage d'un champ situé au lieu-dit les Grandes-Vignes près de la Petite-Guillerie, un important dépotoir du bronze final a été mis au jour : 350 kg de poteries et un vase en bronze ont été sortis de cette fosse, laissant imaginer des habitats proches du site. En 1882, un vase en bronze à deux anses avec un trépied est découvert dans un puits rempli de sable, sur chaque pied on peut remarquer les pattes griffées d'un lion et le dessin d'un fer à cheval. Quatorze ans plus tard, un agriculteur en labourant son champ, découvre 300 gros bronzes (pièces de monnaie) frappées sous les règnes d'Antonin et de Marc Aurèle.
À l'époque gallo-romaine, le village est la propriété de l'abbaye de Fleury, liée par son passage de Loire. Le hameau de Bouteille a servi de port pour les traversées et de nombreux pêcheurs y logeaient dans les petites maisons qui constituent le hameau très prisé de nos jours pour sa vue vers la Loire et la basilique de St Benoit. Non loin de là , il y avait une fabrique de tuiles au lieu-dit "la Tuilerie" dont il reste l'imposante cheminée et le four qui sert de socle. En 
1850 le propriétaire est Léandre Marcelin Basile RENAULT, charpentier à ses débuts et Entrepreneur de bâtiments à Sully, c'est son fils Léandre François RENAULT qui est tuilier, sur chaque brique figure son nom et son adresse .

### Héraldique
| Blason de Guilly | Les armes de Guilly se blasonnent ainsi : D'azur au sautoir d'argent chargé d'une rose de gueules, accosté de deux crosses affrontées d'or. |

## Urbanisme

### Typologie
Au 1er janvier 2024, Guilly est catégorisée commune rurale à habitat dispersé, selon la nouvelle grille communale de densité à sept niveaux définie par l'Insee en 2022.
Elle est située hors unité urbaine. Par ailleurs la commune fait partie de l'aire d'attraction d'Orléans, dont elle est une commune de la couronne,. Cette aire, qui regroupe 136 communes, est catégorisée dans les aires de 200 000 à moins de 700 000 habitants,.

### Occupation des sols
L'occupation des sols de la commune, telle qu'elle ressort de la base de données européenne d’occupation biophysique des sols Corine Land Cover (CLC), est marquée par l'importance des territoires agricoles (69,8 % en 2018), en diminution par rapport à 1990 (72,4 %). La répartition détaillée en 2018 est la suivante : 
terres arables (59,2 %), forêts (16,1 %), eaux continentales (8,6 %), zones agricoles hétérogènes (6,8 %), milieux à végétation arbustive et/ou herbacée (4,2 %), prairies (3,8 %), mines, décharges et chantiers (1,3 %).
L'évolution de l’occupation des sols de la commune et de ses infrastructures peut être observée sur les différentes représentations cartographiques du territoire : la carte de Cassini (XVIIIe siècle), la carte d'état-major (1820-1866) et les cartes ou photos aériennes de l'IGN pour la période actuelle (1950 à aujourd'hui).

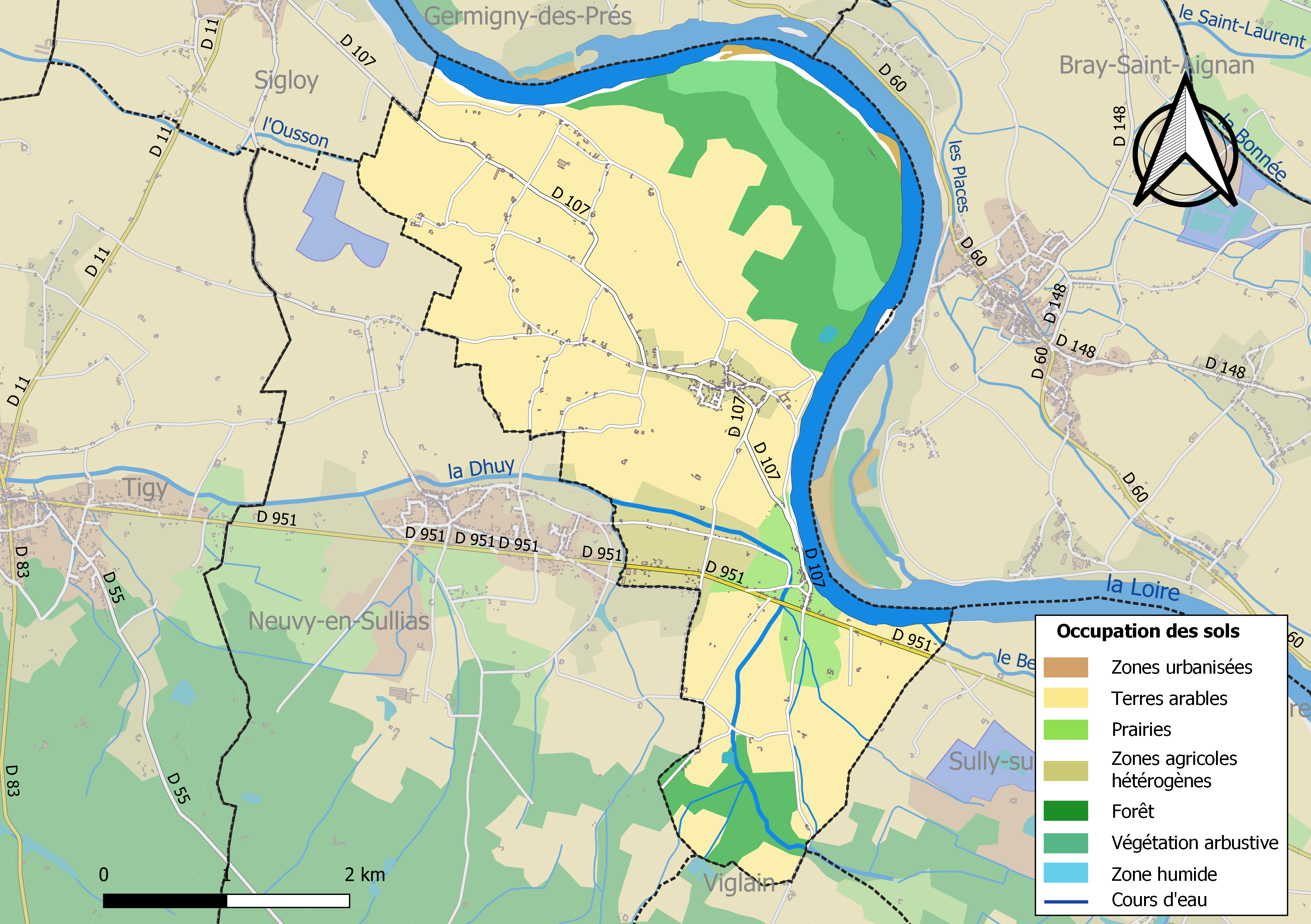
Carte des infrastructures et de l'occupation des sols de la commune en 2018 (CLC).
Carte orthophotographique de la commune en 2016.

### Planification

#### Plan local d'urbanisme
La commune prescrit l'élaboration d'un plan d'occupation des sols en juillet 1984. Le document est approuvé en juillet 1989 et révisé en août 1999.
La loi relative à la solidarité et au renouvellement urbains du 13 décembre 2000, dite loi SRU, complétée par la loi urbanisme et habitat du 2 juillet 2003, marque une évolution de la planification urbaine en créant notamment les plans locaux d’urbanisme (PLU), vecteurs de projets de territoire, appelés à se substituer progressivement aux plans d’occupation des sols. Le PLU contient deux éléments nouveaux par rapport au POS : le plan d'aménagement et de développement durable (PADD), qui exprime le projet de la ville par des orientations générales en matière d'urbanisme, de développement, d'équipement et de préservation de l'environnement et les orientations d'aménagement et de programmation (OAP) qui correspondent à des zooms qui peuvent porter sur des quartiers ou secteurs à mettre en valeur, réhabiliter, restructurer ou aménager, ou sur l'aménagement d'un espace public, etc. Dans ce cadre le conseil municipal prescrit la révision du Plan
d’occupation des sols et sa transformation en plan local d'urbanisme le 4 octobre 2004. Le Projet d’Aménagement et de Développement Durable est débattu en conseil municipal en
mars et mai 2006. Après l'enquête publique qui s'est déroulée en octobre 2007, le document est approuvé le 6 mars 2008,.
À la suite de l’annulation du PLU par le tribunal administratif d'Orléans le 8 mars 2011, la commune décide en mai 2011 de reprendre l’étude du PLU en complétant le rapport de présentation des éléments estimés manquants par le juge administratif. La concertation publique sur la reprise du dossier donne lieu à une réunion publique le 19 juillet 2012. L'enquête publique a formellement lieu en avril 2013. Le nouveau PLU est finalement approuvé le 14 octobre 2013.

#### Documents d'orientations intercommunaux
La commune est membre du Pays Sologne Val-sud, qui regroupe 29 des communes de la Sologne du Loiret. Ce pays impose un certain nombre de contraintes, que les documents d’urbanisme doivent respecter en étant compatibles avec les documents d’orientations du Pays. Le pays a notamment élaboré une charte architecturale et paysagère en 2005.
En 2012 les Pays Forêt d'Orléans Val de Loire, Loire Beauce et Sologne Val Sud sont les seuls territoires du département du Loiret ne disposant pas de schéma de cohérence territoriale (SCoT). Compte tenu  de l'intérêt de cet outil pour l'avenir des territoires, les élus de ces pays décident d'engager une démarche d'élaboration de SCOT. Le comité syndical du Pays Sologne Val Sud se prononce majoritairement en mars 2013 pour prendre la compétence SCoT dans ses statuts. Les quatre communautés de communes qui composent le Pays délibèrent en avril et mai 2013 pour confier "l'élaboration, la gestion et le suivi du SCoT" au Pays Sologne Val Sud. Les compétences sont modifiées en ce sens en juin 2013, le périmètre du SCOT est arrêté par le préfet le 10 octobre 2013. Après étude et concertation de 2014 à 2017, le document doit être approuvé en 2018.

### Voies de communication et transports

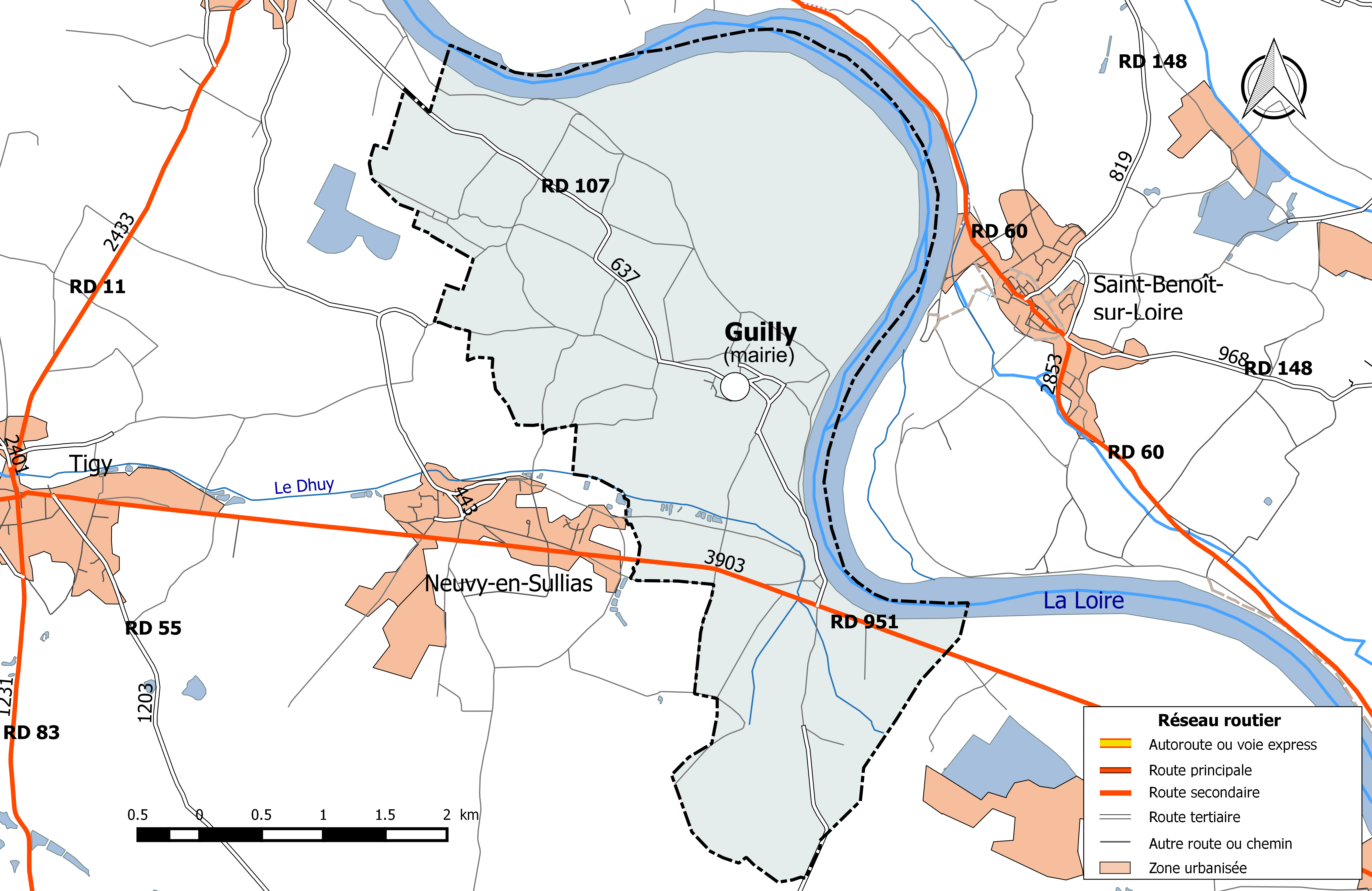
Réseau routier principal de la commune de Guilly (avec indication du trafic routier 2014).

#### Infrastructures routières
La commune est traversée par deux routes départementales : la RD 951 et la RD 107.
La RD 951 est l'ancienne route nationale 751, qui avait été créée en 1933 et était définie comme la route de Cosne-sur-Loire à la pointe de Saint-Gildas par la rive gauche de la Loire. La section traversant le Loiret, reliant Beaulieu-sur-Loire à Lailly-en-Val, a été transférée au département du Loiret par arrêté du 22 décembre 1972. En 2014, elle supporte sur le territoire communal un trafic de 3 903 véhicules/jour. La vitesse élevée des véhicules rend certains carrefours difficiles, notamment à Bouteille et à Tournebride. La chaussée est large d’environ 6,10 m.
La RD 107 relie quant à elle le hameau de Bouteille dans l'extrémité sud-est de la commune à Jargeau, via Sigloy. Son tracé sinueux et sa chaussée assez étroite, ses nombreux virages sont dangereux. La chaussée est de 4,90 m environ. Cette route accueille un trafic limité, essentiellement local (637 véhicules/jour en 2014).
Complétant ces voies, la commune est sillonnée de plusieurs voies communales et chemins ruraux  desservant ses fermes et hameaux et les bourgs environnants.

#### Transports en commun
En 2016, la commune est desservie par la ligne n°7A du réseau Ulys, le réseau interurbain de transport par autocar du Conseil départemental du Loiret. Cette ligne, qui relie Sully-sur-Loire - Tigy - Jargeau - Orléans, propose un nombre de dessertes variable en fonction des jours ouvrables de la semaine. Des correspondances SNCF sont assurées dans la  gare d'Orléans. À compter du 1er janvier 2017, la compétence des services de transports routiers interurbains, réguliers et à la demande est transférée des départements aux régions, et donc localement du département du Loiret à la région Centre-Val de Loire, consécutivement à la loi NOTRe du 7 août 2015.

### Risques naturels et technologiques majeurs
La commune de Guilly est vulnérable à différents aléas naturels : inondations (par débordement de la Loire ou de ruisseaux), climatiques (hiver exceptionnel ou canicule), mouvements de terrains ou sismique.
Entre 1999 et 2016, deux arrêtés ministériels portant ou ayant porté reconnaissance de catastrophe naturelle ont été pris pour le territoire de la commune de Guilly pour des inondations et coulées de boue.

#### Risque d'inondation

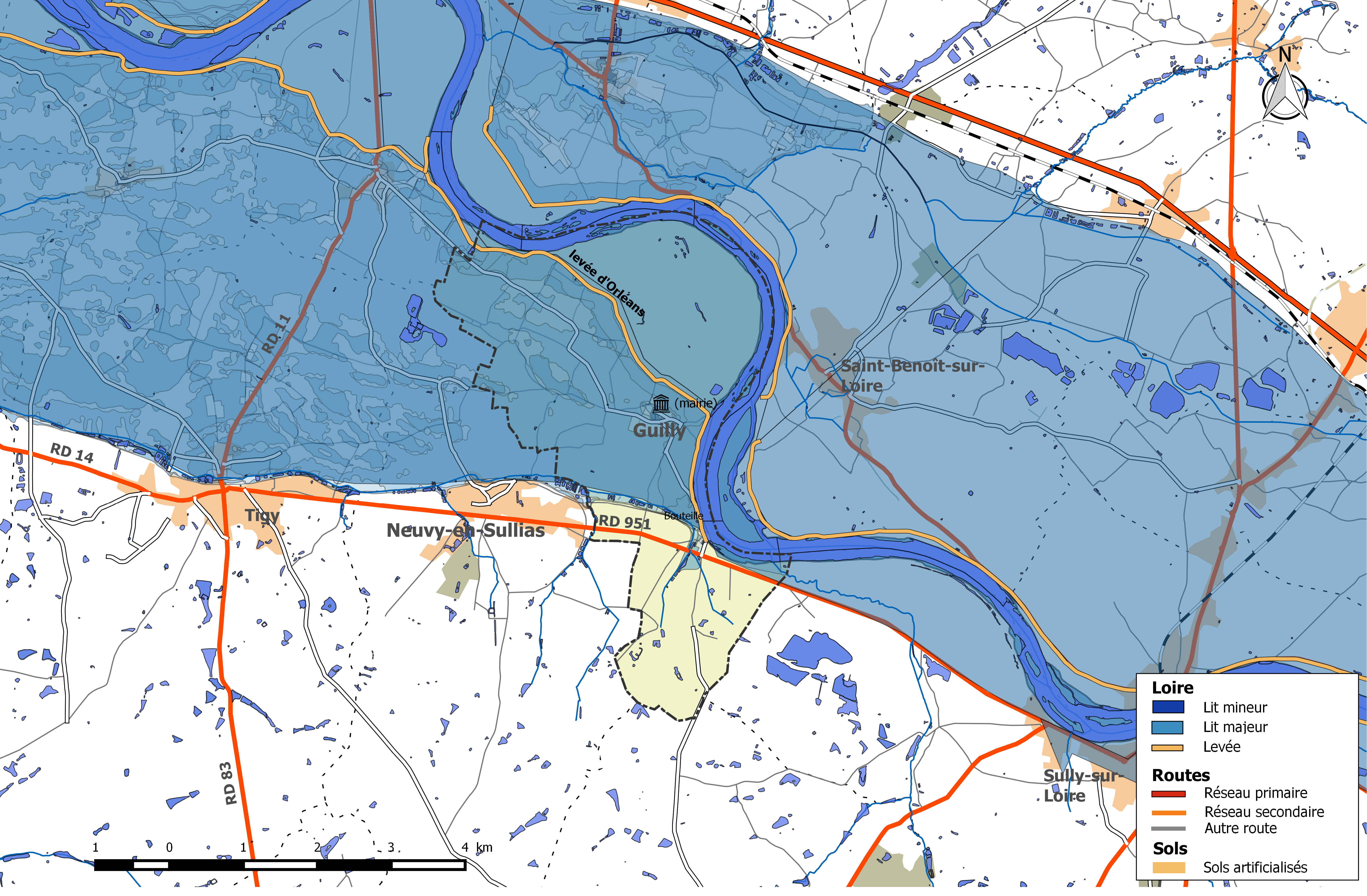
Zone inondable de la commune de Guilly.

La Loire est à l'origine des dégâts les plus importants sur la commune en cas de crue majeure. Les crues historiques sont celles de 1846, 1856, 1866 et 1907. Aucune crue n'a atteint depuis 1907 les hauteurs atteintes lors de ces événements catastrophiques.
La zone inondable des vals orléanais (val Orléans amont et val de l'agglomération orléanaise) couvre une surface totale de 22 650 hectares. Celle de la commune de Guilly couvre une surface de 1 308 hectares, soit 77 % du territoire communal. Cette zone se répartit en 772 ha en espaces agricoles, 120 ha en eau, 350 ha en espaces naturels, 1 ha en serres et 65 ha en surfaces urbanisées. 632 personnes résident dons cette zone. Elle fait partie du val d'Orléans qui s’étend sur 33 km de longueur, du hameau de Bouteille à l’amont au confluent du Loiret à l’aval. Il est protégé par une levée en terre, la levée d'Orléans, de 45 km de longueur, interrompue à 3,5 km environ en amont du confluent du Loiret et est inondé par le remous de la Loire dans la confluence du Loiret dès les premières crues simulées. Cette levée a été renforcée sur toute sa longueur. Le niveau de protection historique est celui visé par la construction du déversoir de Jargeau, aménagé à la fin du XIXe siècle à l'emplacement des brèches qui s'étaient produites en 1846, 1856 et 1866 et conçu initialement pour fonctionner au-delà de la cote de Loire à l'échelle d'Orléans proche de 6 m (crue de 1825, n'ayant pas occasionné de brèches). Les lignes d’eau en crue ont toutefois beaucoup changé depuis du fait de l’évolution morphologique du lit de la Loire, conséquence des ouvrages de navigation qui ont été réalisés au XIXe siècle et de l’extraction massive de matériaux en deuxième partie du XXe siècle. Le déversoir ne remplit donc plus sa fonction de protéger la levée d’Orléans des surverses, et il ne permet plus de définir l’objectif de protection du système d’endiguement.
L'analyse menée dans le cadre de l'étude de danger des digues, montre qu'aujourd'hui, le niveau de protection apparent de la levée est associé à une crue de période de retour d'environ 200 ans, soit une hauteur d'eau à l'échelle d'Orléans estimée à 5,75 m. Les zones de surverses probables mises en évidence se situent de l'amont vers l'aval, à Guilly, Sigloy et Saint-Denis-en-Val (lieu-dit de Château Lumina). Par ailleurs, ces études montrent aussi que des défaillances avant dépassement des ouvrages sont probables, en particulier à Guilly, Sigloy et Saint-Pryvé-Saint-Mesmin. Pour le secteur de Guilly, la probabilité de rupture n'est plus négligeable dès la crue de période de retour de 70 ans, soit une cote d'environ 4,60 m à l'échelle d'Orléans. Cette cote définit le niveau de sûreté actuel de la digue d'Orléans et correspond au seuil de déclenchement du plan d'évacuation massive de l'agglomération d'Orléans en cas de crue.
Le risque d'inondation est pris en compte dans l'aménagement du territoire de la commune par le biais du Plan de prévention du risque inondation (PPRI) du val d'Orléans - val amont, approuvé le 20 janvier 2015. Deux nouveaux types de zones sont apparues par rapport au précédent PPRI, plus restrictives pour une meilleure protection des usagers : la zone de dissipation d'énergie (ZDE) et la zone d'expansion de crue (ZEC). Dans la ZDE, située immédiatement à l’arrière des levées, qui serait fortement affectée en cas de brèche ou de rupture de digue, toute construction nouvelle est interdite. La ZEC quant à elle correspond aux secteurs naturels ou agricoles qu’il convient  de  préserver pour l’étalement des eaux en cas d’inondation et éviter l’accroissement des risques. La ZDE de Guilly, d'une superficie de 19 ha, inclut l'extension est du bourg de Guilly ainsi que le hameau de Villabeau nord-ouest. L'école primaire et la mairie sont concernées par la ZDE.
Deux documents permettent de définir les modalités de gestion de crise et d'organisation des secours : au niveau départemental, le Dispositif ORSEC départemental spécialisé déclenché en cas d'inondation de la Loire, le plan ORSIL, et au niveau communal le plan communal de sauvegarde.

#### Risque de mouvements de terrain
Le territoire de la commune peut être concerné par un risque d'effondrement de cavités souterraines non connues. Une cartographie départementale de l'inventaire des cavités souterraines et des désordres de surface a été réalisée. Il a été recensé sur la commune plusieurs effondrements de cavités.
Par ailleurs, le sol du territoire communal peut faire l'objet de mouvements de terrain liés à la sécheresse. Le phénomène de retrait-gonflement des argiles est la conséquence d'un changement d'humidité des sols argileux. Les argiles sont capables de fixer l'eau disponible mais aussi de la perdre en se rétractant en cas de sécheresse. Ce phénomène peut provoquer des dégâts très importants sur les constructions (fissures, déformations des ouvertures) pouvant rendre inhabitables certains locaux. Celui-ci a particulièrement affecté le Loiret après la canicule de l'été 2003. La totalité du territoire de la commune est soumis à un aléa « faible » face à ce risque, selon l'échelle définie par le Bureau de recherches géologiques et minières (BRGM).

#### Risque sismique
La totalité du département est classée en zone de sismicité « très faible ». À ce titre aucune réglementation spécifique ne s'applique aux constructions dites « à risque normal ».

## Politique et administration

### Découpage territorial

#### Bloc communal: Commune et intercommunalités
La paroisse et bourg de Guilly acquiert le statut de municipalité avec le  décret du 12 novembre 1789 de l'Assemblée Nationale puis celui de « commune », au sens de l'administration territoriale actuelle, par le décret de la Convention nationale du 10 brumaire an II (31 octobre 1793). Il faut toutefois attendre la loi du 5 avril 1884 sur l'organisation municipale pour qu'un régime juridique uniforme soit défini pour toutes les communes de France, point de départ de l’affirmation progressive des communes face au pouvoir central.
Aucun événement de restructuration majeure du territoire, de type suppression, cession ou réception de territoire, n'a affecté la commune depuis sa création.
La commune de Guilly n'appartient à aucune intercommunalité à fiscalité propre jusqu'en 2011 et fait partie, à cette date, des 68 communes du Loiret dites « isolées ». La commune adhère à la communauté de communes du Sullias lors de la création de cette intercommunalité le 26 novembre 2012. La commune appartient à d'autres établissements publics de coopération intercommunale, de type syndicats ou autres regroupements intercommunaux. Le découpage territorial de ces structures est en constante évolution dans une perspective de rationalisation et d'efficience des services.
Depuis le 1er janvier 2017, la commune est membre de la communauté de communes du Val de Sully, issue de la fusion des communautés de communes du Sullias et de Val d'Or et Forêt, ainsi que du rattachement de la commune de Vannes-sur-Cosson .

#### Circonscriptions de rattachement
Sous l'Ancien Régime, à la veille des États généraux de 1789, la paroisse de Guilly était rattachée sur le plan ecclésiastique au diocèse d'Orléans, sur le plan judiciaire au bailliage d'Orléans , sur le plan militaire au gouvernement d'Orléans et sur le plan administratif à la généralité d'Orléans.
La loi du 22 décembre 1789 divise le pays en 83 départements découpés chacun en six à neuf districts eux-mêmes découpés en cantons regroupant des communes. Les districts, tout comme les départements, sont le siège d’une administration d’État et constituent à ce titre des circonscriptions administratives. La commune de Guilly est alors incluse dans le canton de Sully, le district de Gien et le département du Loiret.
La recherche d’un équilibre entre la volonté d’organiser une administration dont les cadres permettent l’exécution et le contrôle des lois d’une part, et la volonté d’accorder une certaine autonomie aux collectivités de base (paroisses, bourgs, villes) d’autre part, s’étale de 1789 à 1838. Les découpages territoriaux évoluent ensuite au gré des réformes visant à décentraliser ou recentraliser l'action de l'État. La régionalisation fonctionnelle des services de l'État (1945-1971) aboutit à la création de régions. L'acte I de la décentralisation de 1982-1983 constitue une étape importante en donnant l'autonomie aux collectivités territoriales, régions, départements et communes. L'acte II intervient en 2003-2006, puis l'acte III en 2012-2015. Parallèlement l'État se réforme périodiquement. La réforme de l’administration territoriale de l’État (RéATE), entrée en vigueur au 1er janvier 2010 et issue de la révision générale des politiques publiques (RGPP) est une des grandes réformes visant à simplifier l'organisation de l’État.
Le tableau suivant présente les rattachements, au niveau infra-départemental, de la commune de Guilly aux différentes circonscriptions administratives et électorales ainsi que l'historique de l'évolution de leurs territoires.
| Circonscription             | Nom                | Période   | Type de circonscription      | Évolution du découpage territorial |
| --------------------------- | ------------------ | --------- | ---------------------------- | --- |
| District                    | Gien               | 1790-1795 | Administrative               | La commune est rattachée au district de Gien de 1790 à 1795,. La Constitution du 5 fructidor an III, appliquée à partir de vendémiaire an IV (1795) supprime les districts, rouages administratifs liés à la Terreur, mais maintient les cantons qui acquièrent dès lors plus d'importance. |
| Canton                      | Sully              | 1790-1801 | Administrative et électorale | En 1790, lors de la création des cantons, districts et départements, la commune de Guilly est rattachée au canton de Sully. Les cantons sont supprimés, en tant que découpage administratif, par une loi du 26 juin 1793, et ne conservent qu'un rôle électoral. Ils permettent l’élection des électeurs du second degré chargés de désigner les députés. Ils acquièrent une fonction administrative avec la disparition des districts en 1795. |
| Canton                      | Sully-sur-Loire    | 1801-2015 | Administrative et électorale | Sous le Consulat, un redécoupage territorial visant à réduire le nombre de justices de paix ramène le nombre de cantons dans le Loiret de 59 à 31. Guilly est alors rattachée au canton de Sully par arrêté du 9 vendémiaire an X (30 septembre 1801),. |
| Canton                      | Sully-sur-Loire    | 2015-     | Électorale                   | La loi du 17 mai 2013 et ses décrets d'application publiés en février et mars 2014 introduisent un nouveau découpage territorial pour les élections départementales. La commune est alors rattachée au canton de Sully-sur-Loire. Depuis cette réforme, plus aucun service de l'État n'exerce sa compétence sur un territoire s'appuyant sur le nouveau découpage cantonal. Le canton a disparu en tant que circonscription administrative de l'État ; il est désormais uniquement une circonscription électorale destinée à l'élection d'un binôme de conseillers départementaux siégeant au conseil départemental. |
| Arrondissement              | Gien               | 1801-1926 | Administrative               | Guilly est rattachée à l'arrondissement de Gien par arrêté du 9 vendémiaire an X (30 septembre 1801),. |
| Arrondissement              | Orléans            | 1926-     | Administrative               | Sous la Troisième République, en raison d'un endettement considérable et de l'effort nécessaire pour la reconstruction post-Première Guerre mondiale, la France traverse une crise financière. Pour réduire les dépenses de l’État, Raymond Poincaré fait voter plusieurs décrets-lois réformant en profondeur l’administration française : 106 arrondissements sont ainsi supprimés, dont ceux de Gien et de Pithiviers dans le Loiret par décret du 10 septembre 1926. Guilly est ainsi transférée de l'arrondissement de Gien à celui d'Orléans,.                                                                 |
| Circonscription législative | 3e circonscription | 2010-     | Électorale                   | Lors du découpage législatif de 1986, le nombre de circonscriptions législatives passe dans le Loiret de 4 à 5. Un nouveau redécoupage intervient en 2010 avec la loi du 23 février 2010. En attribuant un siège de député « par tranche » de 125 000 habitants, le nombre de circonscriptions par département varie désormais de 1 à 21,. Dans le Loiret, le nombre de circonscriptions passe de cinq à six. La réforme n'affecte pas Guilly qui reste rattachée à la troisième circonscription. |

#### Collectivités de rattachement
La commune de Guilly est rattachée au département du Loiret et à la région Centre-Val de Loire, à la fois circonscriptions administratives de l'État et collectivités territoriales.

### Politique et administration municipales

#### Conseil municipal et maire
Depuis les élections municipales de 2014, le conseil municipal  de Guilly, commune de moins de 1 000 habitants, est élu au scrutin majoritaire plurinominal à deux tours, les électeurs pouvant modifier les listes, panacher, ajouter ou supprimer des candidats sans que le vote soit nul, pour un mandat de six ans renouvelable. Il est composé de 15 membres. L'exécutif communal, est constitué par le maire, élu par le conseil municipal, parmi ses membres, pour un mandat de six ans, c'est-à-dire pour la durée du mandat du conseil.
| Période                                  | Période         | Identité                      | Étiquette | Qualité                      |
| ---------------------------------------- | --------------- | ----------------------------- | --------- | ---------------------------- |
| 1792                                     | décembre 1795   | Louis Roquet                  |           | Laboureur & Agent municipal  |
| janvier 1796                             | mars 1798       | Jean Baptiste Guyot           |           | Officier public puis maire   |
| mai 1798                                 | janvier 1804    | Jean Cosson                   |           | Agent municipal Laboureur    |
| janvier 1804                             | juin 1815       | Jean-Baptiste Guyot           |           | cultivateur-propriétaire     |
| juillet 1815                             | août 1816       | Etienne Agnan Robert          |           | laboureur-propriétaire       |
| août 1816                                | 1835            | Jacques Maitre                |           | Culivateur au Grand Hotel    |
| 1836                                     | juin 1840       | Etienne Aignan Robert         |           | Laboureur et Propriétaire    |
| 1840                                     | Aoüt 1844       | Jean Baptiste Leduc           |           | Cultivateur                  |
| janvier 1845                             | octobre 1879    | Jacques Pierre Maitre         |           | laboureur propriétaire       |
| novembre 1879                            | 20 février 1896 | Jules Eucher Robert           |           | cultivateur                  |
| mai 1896                                 | 1906            | François Alexandre Chevallier |           | cultivateur                  |
| 1921                                     | ?               | Eugène Fernand Potonnier      |           | cultivateur                  |
| 1927                                     | ?               | René Potonnier (fils)         |           | ?cultivateur                 |
| 1931 à 1946 ?                            | ?               | Camille Fernand Guyot         |           | cultivateur à la Rochellerie |
| 1971 à 1977                              | ?               | Daniel Guyot (fils)           |           | cultivateur à la Rochellerie |
| mars 1977                                | mars 2001       | Jean Girard                   |           | agriculteur à la Guillerie   |
| mars 2001                                | janvier 2013    | Paula Arreteau                |           |                              |
| mars 2013                                | En cours        | Nicole Brague,                |           | Ancienne employée            |
| Les données manquantes sont à compléter. |                 |                               |           |                              |

## Équipements et services

### Environnement

#### Gestion des déchets
En  2016, la commune est membre du SICTOM de la région de Châteauneuf-sur-Loire, créé en 1976. Celui-ci assure la collecte et le traitement des ordures ménagères résiduelles, des emballages ménagers recyclables  et des encombrants en porte à porte et du verre en points d’apport volontaire. Un réseau de dix déchèteries accueille les encombrants et autres déchets spécifiques (déchets verts, déchets dangereux, gravats, ferraille, cartons…). La déchèterie la plus proche est située sur la commune de Sully-sur-Loire. L'élimination et la valorisation énergétique des déchets ménagers et de ceux issus de la collecte sélective sont effectuées par le SYCTOM de Gien-Châteauneuf-sur-Loire qui comprend un centre de transfert de déchets ménagers et un centre de stockage de déchets ultimes (CSDU) de classe II à Saint-Aignan-des-Gués ainsi qu'une usine d’incinération des ordures ménagères à Gien-Arrabloy.
Depuis le 1er janvier 2017, la « gestion des déchets ménagers » ne fait plus partie des compétences de la commune mais est une compétence obligatoire de la communauté de communes du Val de Sully en application de la loi NOTRe du 7 août 2015.

#### Production et distribution d'eau
Le service public d’eau potable est une compétence obligatoire des communes depuis l’adoption de la loi du 30 décembre 2006 sur l’eau et les milieux aquatiques. Au 31 décembre 2016, la production et la distribution de l'eau potable sur le territoire communal sont assurées par le Syndicat Intercommunal de Neuvy-en-Sullias - Guilly, un syndicat créé en 1969,,.
La loi NOTRe du 7 août 2015 prévoit que le transfert des compétences « eau et assainissement » vers les communautés de communes sera obligatoire à compter du 1er janvier 2020. Le transfert d’une compétence entraîne  de  facto la mise à disposition gratuite de plein droit des biens, équipements et services publics utilisés, à la date du transfert, pour l'exercice de ces compétences et la substitution de la communauté dans les droits et obligations des communes,.

#### Assainissement
La compétence assainissement, qui recouvre obligatoirement la collecte, le transport et l’épuration des eaux usées, l’élimination des boues produites, ainsi que le contrôle des raccordements aux réseaux publics de collecte, est assurée  par la commune elle-même.
Un lotissement de la commune est raccordé à une station d'épuration, mise en service le 1er janvier 2001 et dont la capacité nominale de traitement est de  80 EH, soit 12 m3/jour. Cet équipement utilise un procédé d'épuration de type filtre à sable,.
L’assainissement non collectif (ANC) désigne les installations individuelles de traitement des eaux domestiques qui ne sont pas desservies par un réseau public de collecte des eaux usées et qui doivent en conséquence traiter elles-mêmes leurs eaux usées avant de les rejeter dans le milieu naturel. Depuis le 1er janvier 2017, la communauté de communes du Val de Sully, issue de la fusion des communautés de communes  du Sullias et de Val d'Or et Forêt, ainsi que du rattachement de la commune de Vannes-sur-Cosson , assure le service public d'assainissement non collectif (SPANC). Celui-ci a pour mission de vérifier la bonne exécution des travaux de réalisation et de réhabilitation, ainsi que le bon fonctionnement et l’entretien des installations,.

### Enseignement
Guilly est situé dans l'académie d'Orléans-Tours et dans la circonscription de Châteauneuf-sur-Loire. La commune possède une école primaire publique.

## Population et société

### Démographie
L'évolution du nombre d'habitants est connue à travers les recensements de la population effectués dans la commune depuis 1793. Pour les communes de moins de 10 000 habitants, une enquête de recensement portant sur toute la population est réalisée tous les cinq ans, les populations de référence des années intermédiaires étant quant à elles estimées par interpolation ou extrapolation. Pour la commune, le premier recensement exhaustif entrant dans le cadre du nouveau dispositif a été réalisé en 2004.
En 2022, la commune comptait 667 habitants, en évolution de +3,57 % par rapport à 2016 (Loiret : +1,89 %, France hors Mayotte : +2,11 %).
| 1793 | 1800 | 1806 | 1821 | 1831 | 1836 | 1841 | 1846 | 1851 |
| ---- | ---- | ---- | ---- | ---- | ---- | ---- | ---- | ---- |
| 400  | 337  | 356  | 345  | 446  | 459  | 444  | 498  | 611  |

| 1856 | 1861 | 1866 | 1872 | 1876 | 1881 | 1886 | 1891 | 1896 |
| ---- | ---- | ---- | ---- | ---- | ---- | ---- | ---- | ---- |
| 624  | 630  | 680  | 730  | 743  | 734  | 789  | 795  | 803  |

| 1901 | 1906 | 1911 | 1921 | 1926 | 1931 | 1936 | 1946 | 1954 |
| ---- | ---- | ---- | ---- | ---- | ---- | ---- | ---- | ---- |
| 693  | 705  | 668  | 572  | 547  | 515  | 509  | 527  | 485  |

| 1962 | 1968 | 1975 | 1982 | 1990 | 1999 | 2004 | 2006 | 2009 |
| ---- | ---- | ---- | ---- | ---- | ---- | ---- | ---- | ---- |
| 461  | 471  | 478  | 481  | 508  | 540  | 625  | 631  | 661  |

| 2014 | 2019 | 2022 | - | - | - | - | - | - |
| ---- | ---- | ---- | - | - | - | - | - | - |
| 647  | 645  | 667  | - | - | - | - | - | - |

## Culture locale et patrimoine

### Lieux et monuments
- Le moulin à vent de Bel-Air, datant du début du XVIIIe siècle déplacé à Guilly en 1861, il est reconstruit à l'identique à la fin des années 1970. Il est inscrit à l'inventaire supplémentaire des monuments historiques en 17 février 1987[121]. D'après les archives de la commune, le moulin trouve son origine à Châteauneuf-sur-Loire, nommé à cette époque « Moulin Desbois », installé au lieu-dit du Morvant, puis vendu en 1850 à Gauthier de Guilly. En 1861, le moulin est remonté au lieu-dit Bel-Air à Guilly. Vers 1873-1875, il est agrandi et doté d'une seconde paire de meules. Il appartient alors à Alice Loiseau et reste en fonction jusqu'à la Première Guerre mondiale. En 1977, le maire du village Jean Girard décide de la sauvegarde du moulin et obtient des subventions pour le déplacer sur un terrain que la commune vient d'acquérir près de l'ancienne tuilerie au lieu-dit Bouteille. Le moulin est installé sur son nouveau site en juillet 1996 et ouvre au public par le biais de son association et de ses meuniers bénévoles[122] ;
- L’église Saint-Martin datant du XIIe siècle et restaurée au XIXe siècle[123] contenant plusieurs objets classées Monuments historiques au titre d'objet : deux cloches en bronze datées de 1777 classées le 30 mars 1943[124] ; un tabernacle orné de statues provenant de l'église des Cordeliers d'Orléans et datant de la fin du  XVIIe et du début du XVIIIe classés le 22 février 1979[125] ; plusieurs statues en bois doré du XVIIe  représentant des apôtres[126], des évêques[127], classées le 22 février 1979 ; des bannières de procession brodées datant de 1860 et représentant l'Immaculée conception et la Vierge de Pitié classées le 25 mai 1978[128] ; deux peintures à l'huile représentant saint Hubert guérissant un homme[129] et l'Immaculée conception[130] datant du XIXe et classées le 25 mai 1978 ;
- Les vestiges d'une tuilerie en brique du XIXe siècle[131] ;
- Les fermes du XIXe siècle aux lieux-dits du Ponteau[132] et du Petit-Massy[133] ; une statue en calcaire représentant la Vierge à l'enfant, datant du XIVe, restaurée au XVIIIe et classée le 25 mai 1978[134] ;
- La levée de la Loire traverse le territoire de la commune ;

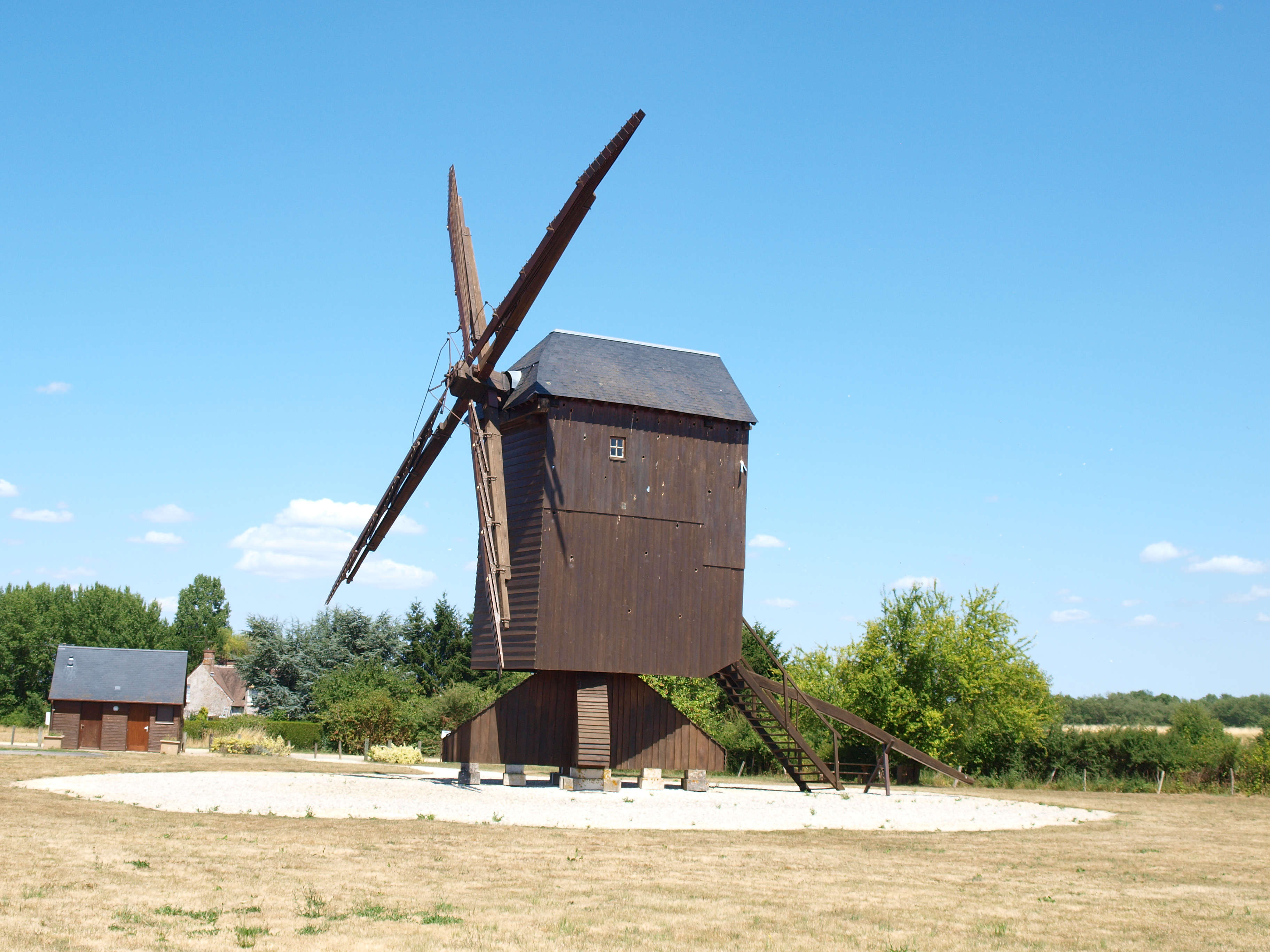
Le moulin de Bel-Air.
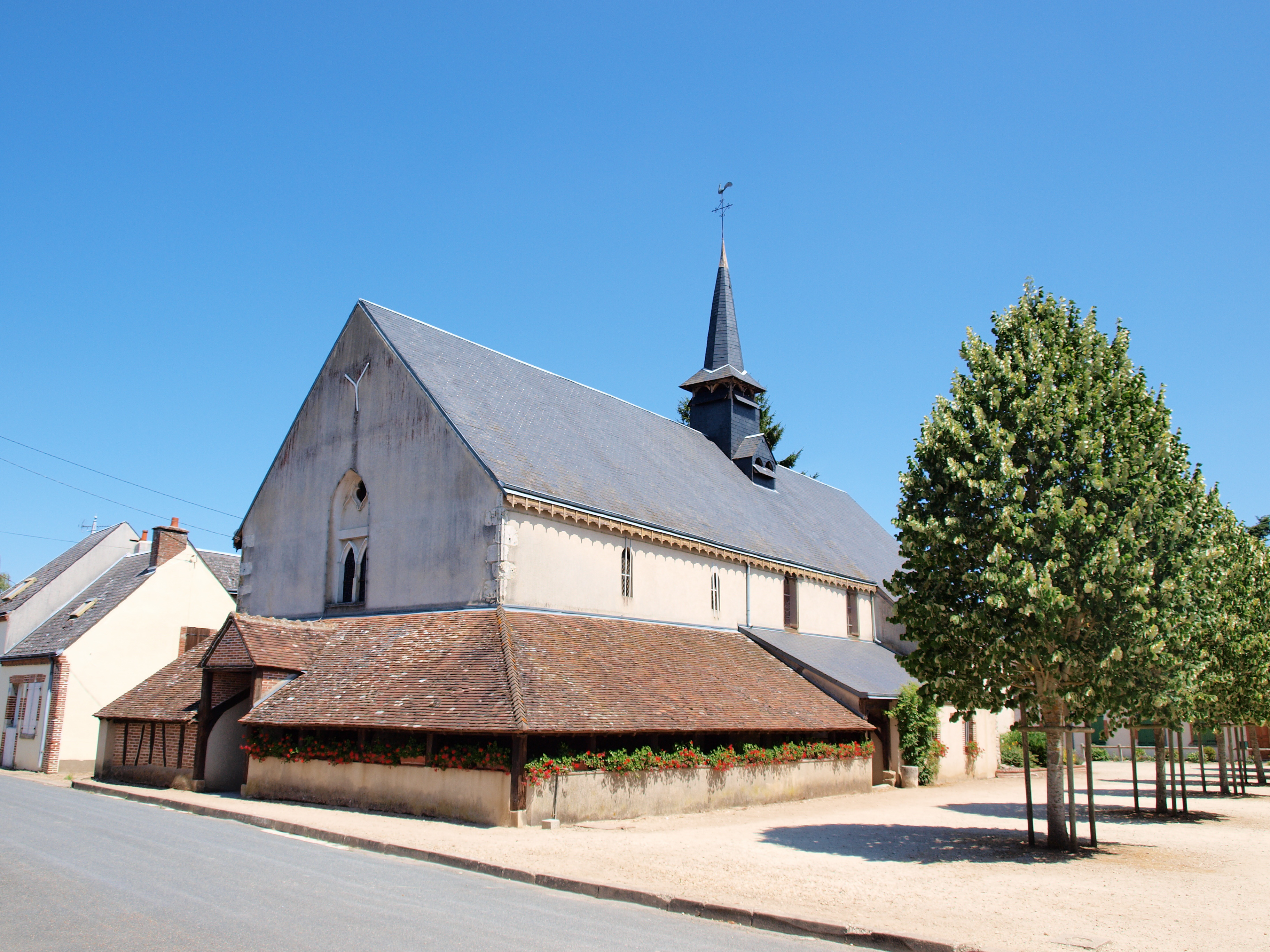
L'église Saint-Martin.
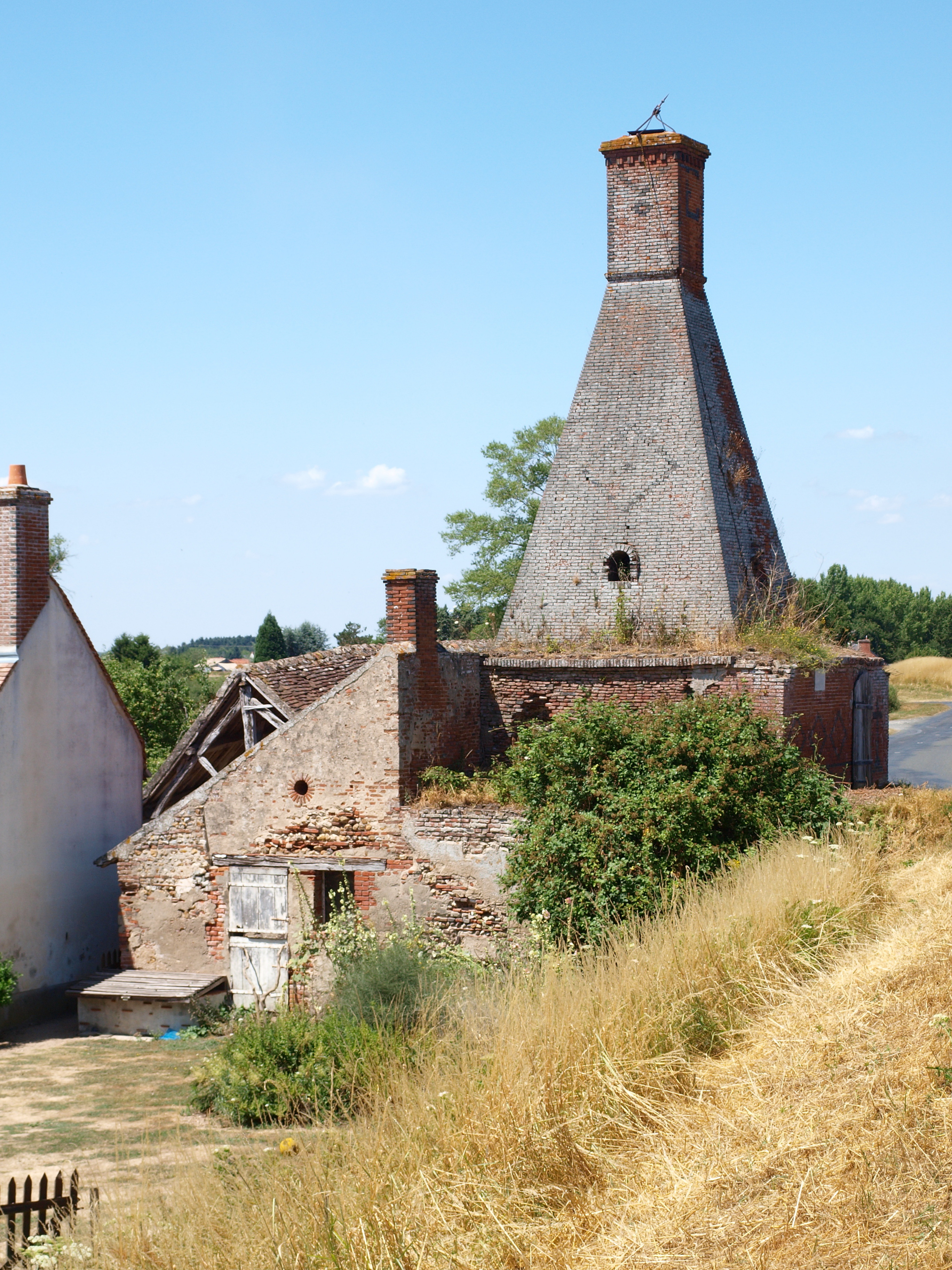
La tuilerie de Guilly.

### Sites et paysages remarquables

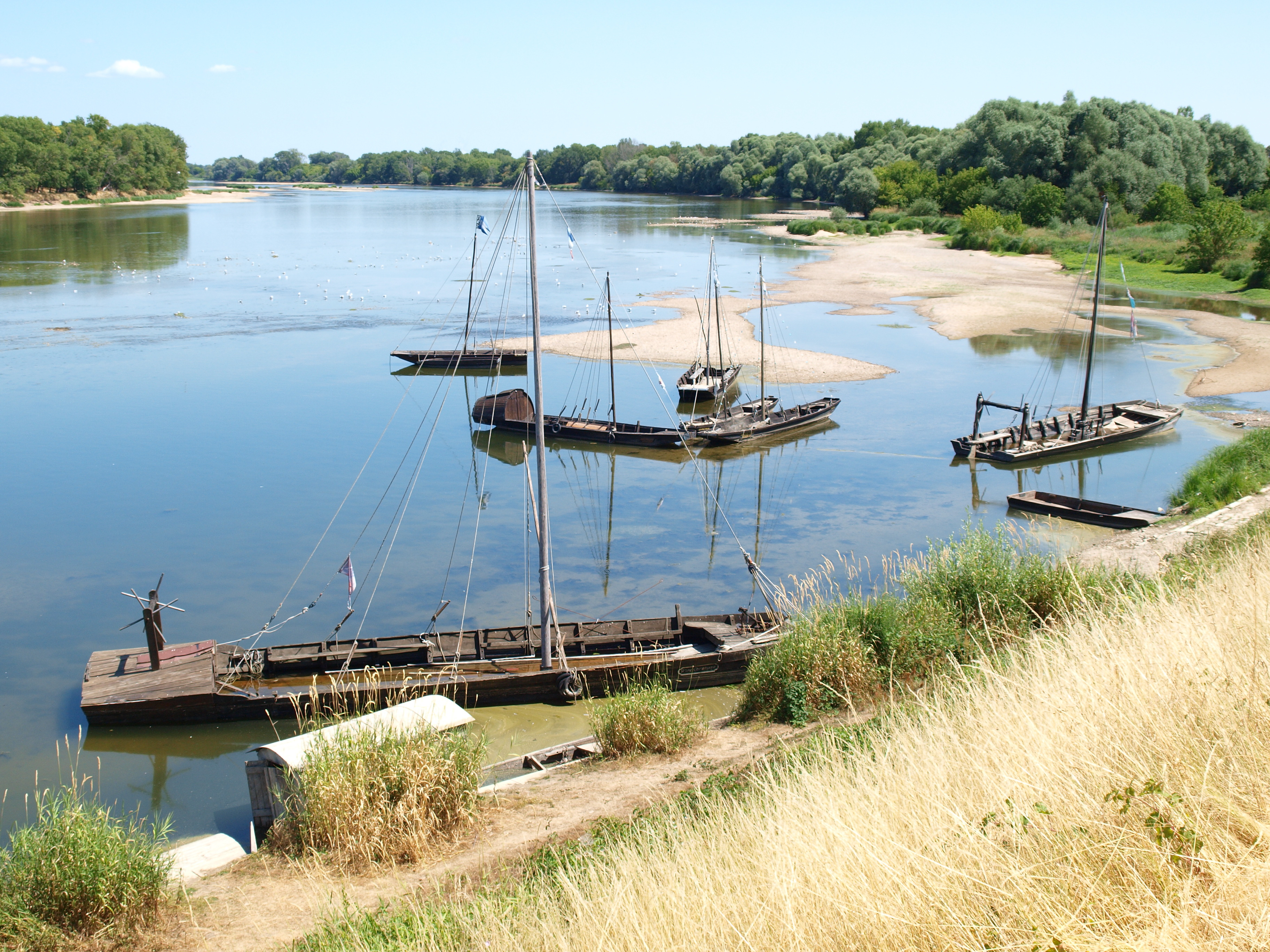
La Loire et des gabares à Guilly.

Le 30 novembre 2000, le Val de Loire, dans son cours moyen de Sully-sur-Loire (Loiret) à Chalonnes-sur-Loire (Maine-et-Loire), est inscrit sur la Liste du patrimoine mondial de l'organisation des Nations unies pour l'éducation, la science et la culture (UNESCO) comme « paysage culturel ». Cette inscription reconnaît au site une « valeur universelle exceptionnelle » fondée sur la densité de son patrimoine monumental, architectural et urbain, l'intérêt du paysage fluvial et la qualité exceptionnelle d’expressions paysagères héritées de la Renaissance et du Siècle des Lumières. Toute altération de la V.U.E. est considérée comme une perte pour la mémoire de l’Humanité. Le préfet de la région Centre, préfet coordonnateur, approuve le plan de gestion pour le Val de Loire patrimoine mondial par arrêté en date du 15 novembre 2012. Trente-cinq communes du Loiret sont concernées, dont Guilly qui a une frange de son territoire inscrite et le reste en zone tampon.

### Personnalité liée à la commune
- Gaston Girard (1899-1990), politicien français, est né dans la commune[136].
- Marguerite Fabre (1920-2005, résistante et militante communiste est née à Guilly[137]